# Denise Posse-Blanco Lindberg
Denise Posse-Blanco Lindberg (1950) es una exjueza del Tribunal de Distrito por el tercer distrito de Utah. Es miembro de la Iglesia de Jesucristo de los Santos de los Últimos Días (LDS Church) y en 2014 fue llamada como miembro de la junta general de la iglesia de la organización de Mujeres Jóvenes.

## Primeros años y educación
Nació en Cuba, y se educó allí, en Puerto Rico, y en EE. UU. Su padre era cubano y su madre  puertorriqueña ciudadana estadounidense; como resultado, Lindberg nació con doble nacionalidad cubana y estadounidense. En 1960, ella, su madre y su hermano fueron forzados a abandonar Cuba; su padre fue obligado a permanecer en Cuba. En 1963, la familia de Lindberg llegó a Estados Unidos y se estableció en New Rochelle (Nueva York). Su familia y ella se introdujeron en la Iglesia de Jesucristo de los Santos de los Últimos Días a través de una exhibición mormona en la Feria Mundial de Nueva York. En ese momento, su padre había abandonado Cuba. Después del instituto, Lindberg asistió a la Universidad Brigham Young (BYU), donde se graduó en Comunicaciones, y a la Universidad de Utah, donde recibió un máster en Psicología Educational en 1973, un máster en Trabajo Social en 1978 y un Doctorado en Ciencias de la Salud en 1980. Durante, y después, de su educación de posgrado en la Universidad de Utah, Lindberg trabajó para varias agencias del Estado de Utah. Como parte de su trabajo, se interesó por el enfoque analítico utilizado en la ley. Lindberg recibió una beca por la Facultad de Derecho Reuben Clark de la BYU. Se graduó magna cum laude, quedando segunda de su promoción. Trabajó como editora de artículos en el BYU Law Review.

## Carrera judicial
Después de su graduación en la Facultad de Derecho, Lindberg trabajó como ayudante legal para Monroe G. McKay de la Corte de Apelaciones de los Estados Unidos por el Décimo Circuito y para la Jueza asociada Sandra Day O'Connor de la Corte Suprema de los Estados Unidos. Después de sus pasantías, Lindberg practicó como abogada de apelaciones y de asistencia sanitaria en las oficinas de Washington D. C. de dos bufetes de abogados nacionales.  
En 1995, Lindberg regresó a Utah y trabajó como abogada interna de una subsidiaria de Aetna Life and Causualty Company. Lindberg fue nombrada como Jueza de distrito para el tercer distrito de Utah en 1998 por el Gobernador de Utah Mike Leavitt. La carga de casos de Lindberg incluye casos tanto civiles como criminales. Lindberg está en el comité ejecutivo de dos secciones del Colegio de Abogados de Utah, y fue elegida como miembro del Instituto de Ley Estadounidense en 2000, donde actualmente trabaja como consejera de un proyecto ALI.
A finales de 2014, Lindberg se retiró de ser Jueza.

## Casos notables
En 2003, un caso civil que Lindberg falló a favor de la moción de Sprint para el juicio sumario al descubrir que no habían violado la ley de correo no deseado por enviar correos electrónicos a un hombre que se había registrado para recibir correos electrónicos de ellos.  Lindberg también ha sido la Jueza involucrada en el caso del United Effort Plan y los intentos por reformarlo a fin de pagar a los que se les debe dinero como resultado de demandas judiciales. En 2005, Lindberg se ocupó de un caso más criminal en el caso Mark Hacking, donde Lindberg le sentenció con 6 años de prisión hasta  cadena perpetua.

## Vida personal
Se casó con Neil Lindberg y son padres de dos hijos. Lindberg trabajó con su marido como misionaria al servicio de la Iglesia asignada a la rama hispanoparlante en Taylorsville, Utah. En 2014, fue llamada como miembro de la junta general de la Iglesia LDS de la organización de Mujeres Jóvenes.
En 2018, Lindberg pronunció un discurso sobre la libertad religiosa en la Facultad de Derecho de la Pontificia Universidad Católica Madre y Maestra en la República Dominicana.